# Marinci (Buzet)
Pour les articles homonymes, voir Marinci.
Marinci (en italien : Marinzi) est une localité de Croatie située en Istrie, dans la municipalité de Buzet, dans le comitat d'Istrie. En 2001, la localité comptait 66 habitants.

## Démographie
| 1948 | 1953 | 1961 | 1971 | 1981 | 1991 | 2001 |
| ---- | ---- | ---- | ---- | ---- | ---- | ---- |
| 81   | 93   | 79   | 71   | 54   | 57   | 66   |